# Bombo Rivera
Jesus Manuel Rivera Torres, connu sous le nom Bombo Rivera, est un ancien joueur professionnel de baseball né le 2 août 1952 à Ponce, Porto Rico.
Il a évolué dans la Ligue majeure de baseball comme joueur de champ extérieur des Expos de Montréal en 1975 et 1976, des Twins du Minnesota de 1978 à 1980, et des Royals de Kansas City en 1982.

## Carrière
Après avoir joué ses 5 premiers matchs dans le baseball majeur pour Montréal en 1975, il porte le numéro 44 pour 68 matchs des Expos l'année suivante. Son premier coup de circuit dans les majeures, le 26 juin 1976 au Parc Jarry contre le lanceur Jerry Reuss des Pirates de Pittsburgh est un rare grand chelem à l'intérieur du terrain, le seul de l'histoire des Expos de Montréal.
Absent des majeures en 1977, Rivera joue trois saisons pour les Twins du Minnesota, revêtant l'uniforme pour 101, 112 et 44 matchs lors des saisons 1978, 1979 et 1980, respectivement. Sa moyenne au bâton s'élève à ,271 à sa première année au Minnesota et à ,281 lors de la suivante. Après la saison 1980, il ne revient dans les majeures que pour 5 matchs avec Kansas City en 1982. 
En 335 matchs joués au total dans le baseball majeur, Bombo Rivera compte 220 coups sûrs, 10 circuits, 83 points produits, 109 points marqués et 11 buts volés. Sa moyenne au bâton en carrière s'élève à ,265 et sa moyenne de présence sur les buts à ,323.
En 1986, Rivera joue 41 matchs au Japon avec les Kintetsu Buffaloes de la NPB.

## Dans la culture populaire
Malgré une très brève carrière dans les Ligues majeures et des performances d'un niveau somme toute limité, Bombo Rivera était un favori des partisans durant son passage chez les Twins du Minnesota. En 1978, l'humoriste du Minnesota Garrison Keillor compose avec son groupe Powdermilk Biscuit Band une chanson en hommage au joueur des Twins, intitulée The Ballad of Bombo Rivera. 
Bombo Rivera est aussi mentionné dans Shoeless Joe, le roman de l'auteur canadien W. P. Kinsella qui a inspiré le film sur le baseball Field of Dreams.